# TNCモーニングワイド
『TNCモーニングワイド』（ティーエヌシー モーニングワイド）は、1982年4月1日から1986年3月31日までテレビ西日本で放送されていた平日朝のニュース番組（『FNNモーニングワイド ニュース&スポーツ』のテレビ西日本タイトル差し替え）。テーマ音楽は、フジテレビ発の『モーニングワイド』と同じものが使われていた。

## 放送時間
- 月曜 - 金曜 6:30 - 7:25 （1982年4月1日 - 1986年3月31日）